# Pinhal da Serra
Pinhal da Serra este un oraș în Rio Grande do Sul (RS), Brazilia.